# Matti Sihvonen
Matti Sihvonen, född 3 augusti 1932 i Sordavala landskommun, död 29 augusti 2022, verkade som biskop i Kuopio stift inom Evangelisk-lutherska kyrkan i Finland mellan åren 1984 och 1996.
Sihvonen blev prästvigd år 1958 och doktorerade år 1980. Före sitt tillträde som biskop arbetade han som chef på Kyrkans utbildningscentral.